# Durch den Monsun
Durch den Monsun – drugi singel grupy Tokio Hotel, wydany 15 sierpnia 2005.

## Lista utworów na maxi singlu
1. „Durch den Monsun” (Radio Mix)
2. „Durch den Monsun” (Unplugged Version)
3. „Monsun o Koete” (Grizzly Mix)
4. „Leb die sekunde” (Original Version)
5. „Durch den Monsun” (Video-Clip)

## Lista utworów na singlu
1. „Durch den Monsun” (Radio Mix)
2. „Durch den Monsun” (Unplugged Version)